# Chernyshov (Adiguesia)
Chernyshov (del ruso: Чернышев) es un jutor del raión de Shovguénovski de la república de Adiguesia, en Rusia. Está situado 22 km al oeste de Jakurinojabl, el centro administrativo del raión, y 49 km al norte de Maikop, la capital de la república. Tenía 839 habitantes en 2010
Pertenece al municipio Zariovskoye.

## Historia
En los alrededores del jutor se han hallado 19 grupos de túmulos y sepulcros de período distinto, y cuatro asentamientos de épocas distintas, en general de la Edad del Bronce (cultura de Maikop).
En 1839, en relación con el traslado del flanco derecho de la línea defensiva del Cáucaso (en el contexto de la Guerra del Cáucaso), del río Kubán al Labá, se establecieron un cordón de stanitsas guarnecidas por cosacos entre ambos ríos. Para 1860, el principado de los temirgoyevtsy era definitivamente juntado a Rusia, con lo que en la siguiente década se inició la inmigración y el desarrollo de la población. 
Hacia 1926, Chernyshovski (como figura hasta la década de 1950), Rechmedilov y Rogozhin (donde se encuentra la escuela actual, surgido alrededor de 1908) se unen. Las duras condiciones de vida crean tensión en el campesinado de modo que la mayoría de los campesinos recibe la Revolución de octubre de 1917 con aprobación. En diciembre de 1917 es establecido el poder soviético, y a principios del siguiente año comité agrario para la confiscación de las tierras y el ganado. En agosto, el ejército blanco consigue tomar el control del jutor, que volvería a manos soviéticas en marzo de 1920. Entre 1922 y 1925, recibe la denominación de Jakurate, para llamarse Chernyshovski entre 1926 y 1952. En 1929 se establece el koljós Krasni partizan ("Guerrillero rojo"). Fue ocupado por la Wehrmacht de la Alemania Nazi el 10 de agosto de 1942 y liberado por el Ejército Rojo el 30 de enero de 1943. Desde mediados de la década de 1960 a comienzos de la de 1990, el koljós Leninski put ("Vía de Lenin"), establecido en 1951, fue una de las principales empresas agrícolas del raión Shovgenovsky.

## Economía y transporte
Tras la quiebra del koljós en 2006, la mayoría de la población se dedica a arrendar las tierras o trabaja en economía auxiliar. Existe una pequeña cooperativa agrícola, Pobeditel ("Vencedor"). Un importante porcentaje de la juventud ha emigrado.
Tiene conexión de transporte con Jakurinojabl, Maikop y Krasnodar.

## Personalidades
- Villi Tokáriov (*1934), cantante y autor.